# Vos estis lux mundi
Vos estis lux mundi (pol. Wy jesteście światłem świata) – dwudzieste siódme motu proprio papieża Franciszka, promulgowane 9 maja 2019. Przepisy zawarte w tym liście papieskim weszły w życie 1 czerwca 2019 i zostały zatwierdzone ad experimentum na okres trzech lat. 25 marca 2023 papież Franciszek ogłosił uaktualnioną wersję dokumentu. Nowy tekst został zharmonizowany z innymi reformami normatywnymi wprowadzonymi od 2019 roku. 

## Zakres listu
List ustanawia przepisy, które powinno zastosować się w przypadku zawiadomienia o możliwości popełnienia przestępstwa seksualnego wobec osoby małoletniej lub bezradnej przez duchownych, osoby konsekrowane i członków stowarzyszeń życia apostolskiego. Wprowadzone zostają także dokładne przepisy, określające postępowanie w przypadku podejrzenia zaniechania lub podejmowania działań zmierzających do uniknięcia dochodzeń względem oskarżanych osób, które miałyby być popełnione przez przełożonych tychże osób.
Motu proprio zobowiązało również wszystkie diecezje oraz eparchie, aby w ciągu roku od daty wejścia przepisów w życie utworzyły specjalne, łatwo dostępne dla każdego systemy (także poprzez ustanowienie specjalnego urzędu kościelnego), służące do składania zawiadomień.
Do najważniejszych zmian wprowadzonych aktualizacją dokumentu 25 marca 2023 należy rozszerzenie o wiernych świeckich, którzy są lub byli moderatorami międzynarodowych stowarzyszeń wiernych, uznanych lub erygowanych przez Stolicę Apostolską kręgu osób odpowiedzialnych za przestępstwa seksualne popełnione w kierowanych przez nich stowarzyszeniach, a tym samym zrównanie ich z biskupami, przełożonymi zakonów i prałatur personalnych. 
Ponadto aktualizacja motu proprio wprowadziła zmiany harmonizujące procedury i normy, które wdrożono w Kościele katolickim po 2019. Do zmian tych należy:
- rewizja motu proprio Jana Pawłą II Sacramentorum sanctitatis tutela (normy zmieniono w 2021)
- zmiany w VI księdze Kodeksu Prawa Kanonicznego (zmiany w 2021)
- promulgowanie konstytucji apostolskiej reformującej Kurię Rzymską Praedicate Evangelium (2021)

Aktualizacja rozszerza również krąg ofiar przestępstw seksualnych określając, że są nimi osoby małoletnie lub osoby, które zazwyczaj posługują się rozumem w sposób niedoskonały lub bezbronni dorośli.
Na podstawie motu proprio zostały przeprowadzone dochodzenia wobec polskich hierarchów – Andrzeja Dzięgi, Sławoja Leszka Głódzia,
Mariana Gołębiewskiego, 
Andrzeja Dziuby,
Edwarda Janiaka, 
Zbigniewa Kiernikowskiego,
Stanisława Napierały,  
Tadeusza Rakoczego,
Stefana Regmunta, 
Wiktora Skworca,  
Jana Tyrawy,
oraz Stanisława Gądeckiego, wobec którego Stolica Apostolska zarzuty uznała za bezpodstawne.